# キツネアザミ
キツネアザミ（狐薊、学名: Hemisteptia lyrata）は、キク科キツネアザミ属の2年草。道ばたや空き地などに生える雑草。
和名は、花がアザミに似ているが、アザミではないことから。

## 形態・生態
越年性の草本。茎は真っ直ぐに立ち、往々にして上部で多く枝を出して高さ60-80cmに達する。葉は長さ10-20cmで柔らかく、葉の裏面には白い綿毛が密生している。植物体には棘はなく、下部の葉は長楕円形で羽状に深裂する。
葉は裏側には白い毛がある。アザミのような刺はない。
頭花は紅紫色の筒状花からなる。総苞片に突起がある。花期は4月 - 6月頃。枝の先端に多数の頭花をつける。花の径は2.5cmほどで、上向きに咲く。総苞は球形で長さ12-14mm、総苞片は8列あり、その背面の上部には竜骨状の突起がある。突起は紅紫色に色づく。花床には剛毛が密に並ぶ。冠毛は2列で、内側は羽毛状で長く、脱落しやすい。外側のものはごく少なくて、やや幅広くて長く残る。
花冠は細くて長さ13-14mm、狭筒部はそうでない部分より5倍ほど長い。痩果は長楕円形で長さ2.5mm。無毛で斜めに花床についており、側面には15本の鋭い肋が走る。

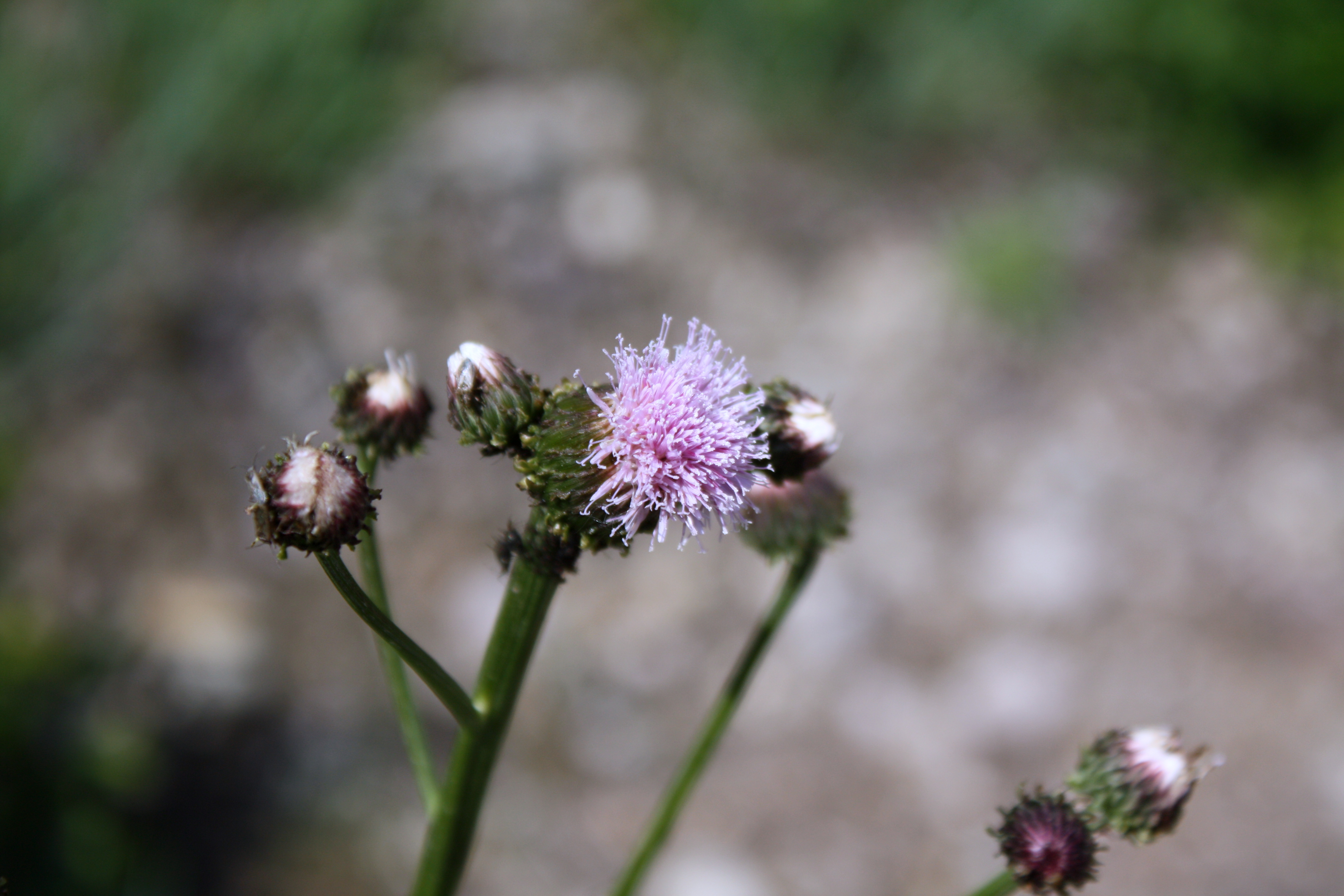
花

## 和名について
和名は、花がアザミに似ているが、アザミではないことからともされる。これは牧野富太郎によるらしく、牧野(1962)は『アザミに似るがよく見るとそうでな』くて『狐に騙されたよう』に感じるからと書いている。他方で八尋編(1997)は花の形が眉刷毛に似るのでキツネノマユハケという別名があり、また眉刷毛に似たアザミのような花と言うことでマユハケアザミの別名があり、この両者が入り交じってこの和名になったとの説をあげている。この説はどうやら中村浩によるものと思われ、中村(1980)にはその詳しい解説がある。それによると本種は江戸時代には眉捌けに関わる上記2つの名で呼ばれていた。従ってこの2つが混同して今の和名になったと判断すべきだ、とのことである。彼は牧野の説明を「全く珍妙で、少しも納得がいかない」と切り捨て、ついでに明治以降の学者のこの手の判断はいささか「慎重さに欠け、皮相的な見方や思いつき」に頼っている嫌いがあると批判している。

## 分布・生育地
日本（本州 - 沖縄）、朝鮮半島、中国、インド、オーストラリアなどに分布する。日本には古い時代に渡来したと考えられている。

## 生態など
田畑に雑草として生じる。道ばたや田畑にごく普通に見られる。日本には中国か朝鮮から古い時代に農耕と共に渡来したと考えられている。
1対ある子葉は楕円形から卵形で毛がない。1枚目の葉は楕円形から広卵形で先端が尖り、縁に鋸歯があり、表面には毛がある。成長に連れて出る葉が大きくなると同時に次第に鋸歯が荒くなり、ロゼットを形成して越冬する。越冬の際の根出葉は羽状複葉のように深く裂ける。

## 分類
アザミ属とは痩果の先端から出る冠毛のうち外側の列のものが短くて羽毛状にならない点で区別される。本属には本種のみしかない単形属である。
名前の似たものに本州北部から北海道にエゾノキツネアザミ Breea setosa がある。別属ではあるが立ち上がった枝分かれした茎の先にアザミ風の花を上向きにつけるなど、全体に似ている。ただしこの種は多年草で、また葉の縁には小さな棘がある。

## 利害
雑草ではあるが、さほど繁茂するものではない。
若葉を茹でて水にさらして餅に加えることがある。また中国では全草を消炎、解毒に用いる。